# Atelier de Cultura
O Atelier de Cultura é uma empresa de entretenimento sediada na cidade de São Paulo, produtora de espetáculos ao vivo.  Criada por Cleto Baccic e Carlos Cavalcanti. A empresa é responsável por trazer musicais internacionais ao Brasil, com foco em produções com grande elenco infantil. 
O primeiro espetáculo da companhia foi A Madrinha Embriagada (The Drowsy Chaperone), dirigido por Miguel Falabella. Porém, mais notável, foi a produção O Homem de La Mancha (Man of La Mancha), também dirigida por Falabella, que cumpriu uma temporada de sucesso de quatro anos em cartaz no Brasil, recebendo inúmeros prêmios. 
Suas últimas produções foram A Noviça Rebelde, Annie e Billy Elliot. Em 2019, trouxeram ao Brasil o musical Escola do Rock (School of Rock), com até então o maior elenco em um musical brasileiro.

## Produções
| Ano       | Título                                      | Direção                           |
| --------- | ------------------------------------------- | --------------------------------- |
| 2013      | A Madrinha Embriagada                       | Miguel Falabella                  |
| 2014-2018 | O Homem de La Mancha                        | Miguel Falabella                  |
| 2018      | A Noviça Rebelde                            | Charles Möeller e Claudio Botelho |
| 2018      | Annie                                       | Miguel Falabella                  |
| 2019      | Billy Elliot                                | John Stefaniuk                    |
| 2019      | Escola do Rock                              | Mariano Detry                     |
| 2020      | Charlie e a Fantástica Fábrica de Chocolate | John Stefaniuk                    |
| 2022      | Evita Open Air                              | John Stefaniuk                    |
| 2023      | Wicked                                      | John Stefaniuk                    |
| 2023      | Matilda                                     | John Stefaniuk                    |